# Red Ninja: End of Honour
A Red Ninja: End of Honour vagy ahogy Japánban ismert Red Ninja: Kekka no mai (紅忍 血河の舞; Hepburn: Reddo Ninja Kekka no Mai, ’Vörös nindzsa: Vérfolyó-tánc’) 2005-ben megjelent lopakodós videójáték, mely a Tranji Studios játékstúdió és Szató Sinszuke filmrendező közreműködésében készült PlayStation 2 és Xbox platformokra. A játékot a Vivendi Games jelentette meg. A játék főcímdala Isida Jóko Foolish Dream című száma. A Red Ninja gyenge kritikai fogadtatásban részesült és a Tranji Studios egyetlen megjelent játéka volt.

## Játékmenet
A Red Ninja külső nézetes kameraállásból követi a játék főhősét, Kurenait. Az ellenfeleket kunaitőrökkel vagy a tecugenre erősített fundóval (tompa vassúly) lehet kiiktatni. A tecugennek egy kampós kiegészítője is van, amely segítségével Kurenai különböző helyekre lendítheti át magát. Közelharci csapásokat a tőrökkel és a fundóval is lehet végezni. Kurenai azzal, hogy egymás után intézi el az ellenfeleit és nem sérül meg megtöltheti a nindzsucumérőt, amely segítségével „bullet time”-szerű lassított felvételt indíthat el az ellenfelek hatékonyabb kiiktatása érdekében. Amikor Kurenait három vagy több ellenség üldözi, miközben ő egyet becéloz közülük, akkor egy erőteljes közelharci támadást vihet be elintézve az összes közelben lévő ellenfelet.
Kurenai nem páncélozott és fegyverei hatótávolsága is korlátozott (az ellenfelek íjakkal, lándzsákkal és katanákkal vannak felfegyverkezve), így a legtöbb közvetlen harcban vagy súlyosan megsebesül vagy meghal. A közvetlen harcokat lopakodással, észrevétlen gyilkolással vagy Kurenai női bájával el lehet kerülni. Az észrevétlen ölésekre akkor van lehetőség, ha Kurenai észrevétlenül lopakodik közel az ellenfeléhez, de a tőreivel a távolból is elmetszheti az ellenségek torkát. Elcsábítással is lehet hangtalanul ölni, ekkor Kurenai szuggesztív jelzéseket tesz és amikor az ellenfél közelebb ér a földre teperi és elvágja a torkát. A megölt ellenségek élettelen testét arrébb lehet vonszolni, hogy Kurenai ne bukjon le, bár a kettévágott testekkel ezt nem lehet megtenni. A játékot nem lehet végigvinni úgy, hogy a játékos egyetlen ellenfelet sem öl meg.
Kurenai többféle módon is mozoghat. A futáson kívül, sétálhat és ugorhat, illetve settenkedhet is. Ha be van célozva egy ellenfél akkor settenkedve fut. Kurenai a nagyobb akadályok leküzdése érdekében egymás után három alkalommal a falakról is továbbszökkenhet. Kurenai bizonyos falakhoz oda tud simulni, bele tud kapaszkodni a párkányokba, a tecugenjéről fejjel lefele tud lógni az ellenségek megölése érdekében, illetve, ha elég gyorsan fut, akkor egy bizonyos mértékig a falakra is fel tud szaladni. A falon futás csak bizonyos felületeken hajtható végre, és kizárólag akkor, ha Kurenai teljes sebességgel szalad. Kurenai miután leguggol egymás után gyorsan tud bukfencezni. Szűk helyeken Kurenai ki tudja ficamítani a jobb vállát, hogy átférjen a résen.
A területeken való tájékozódás megkönnyítésére szolgál a képernyő sarkában helyet kapott anakronisztikus szonárkör, valamint az ellenfél készenléti állapotát jelző színes ikonok. Az ellenfelek nyílhegyek képében jelennek meg a szonáron, a nyíl hegye a látóirányukat, míg a fehér „x”-ek a küldetés teljesítéséhez szükséges irányt jelölik.

## Cselekmény
A játék a 16. századi Japánban, a hadakozó fejedelemségek korában játszódik. Miután a fiatal Kurenai szemtanúja lesz édesapja, Rjó a Fekete gyík-klán általi brutális kivégzésének, őt is felkötik egy tecugennel egy fára, majd ott hagyják meghalni. A lány azonban túléli az esetet, hála egy nindzsacsaládnak, akik felnevelik és kiképzik a választott fegyvere, a tecugen forgatására. Kurenai törhetetlen hűséget ajánl új családjának és megesküszik, hogy kerüljön az bármibe is, de bosszút áll édesapja halálért.

## Szereplők
- Kurenai (motion capture-színésze: Mary-Beth Macaluso, hangja Kudó Júki): a nindzsakiképzést épp befejező árva, aki néha a nindzsakód helyett a szívére hallgat. Édesapja egy lőfegyver tervezője, lányát annak tervrajzának visszaszerzésével bízzák meg. A neve magyarra fordítva vöröset jelent.
- Akemi: Kurenai barátnője, szintén nindzsa, aki gyakran Kurenaival párban dolgozik. Akemi fiatalabb és kisebb termetű, mint Kurenai és ő hozta létre a nindzsapillangókat, melyektől Kurenai a játék során tanácsokat kérhet. Akemi vidám lány, aki Kurenait nővérének tekinti és alkalmanként a küldetéséiben is segíti.
- Mocsizuki Csijome: Kurenai szenszeije, aki Takeda Singen nagyurat szolgálja, és Takeda klánjának egyik legkiválóbb tagja. Mocsizuki ugyan szigorú Kurenaival és Akemivel szemben, azonban anyai szerepet is betölt. Zenzo szerint a Mocsizuki és Takeda közötti kapcsolat szorosabb, mint a Takeda és felesége közötti. Ez romantikus kötödést és közeli szakmai kapcsolatot is jelenthet, azonban Mocsizuki mindazonáltal Takeda számos tervében szerepel.
- Takeda Singen: a Takeda-klán vezére, aki mindig hatalmas páncélt visel. Takeda az Oda Nobunaga elleni harcok egyik vezető hadura, aki erősen támogatja a nindzsáit. Takeda a játékban Mocsizuki közeli barátjának tűnik, azonban a játék folyamán sosem szólal meg. Később kiderül, hogy az egész játék története alatt halott volt. A játék angol nyelvre szinkronizált változatában egyik szereplő sem mondja ki helyesen a nevét.
- Takeda Kacujori: Singen fia, aki édesapja helyett beszél az eligazításokon és sosem lehet látni a hosszú nyelű legyezője nélkül. Arrogáns természete van, ami a kisebbrendűségi komplexusára vezethető vissza, mivel ő az erős apja leggyengébb fia.
- Ginbei: Kurenai édesapjának, Rjónak a segédje, aki annak halála után megszerzi a géppuskájának tervrajzát. Nem tudja, hogy Kurenai túlélte a Fekete gyík-klán rajtaütését. Ginbei kezdetben értelmiséginek tűnik a vastag szemüvegében, azonban van egy kemény és ambíciódús oldala is.
- Zenzo: Kurenai nindzsatársa, aki végül Takeda nindzsáinak de facto vezére lesz. Zenzo hagyományőrző nindzsa, aki érzelmeket táplál Kurenai iránt, aki felnéz rá, mivel nekiadta a családjában generációk óta továbbadott tantót.
- Oda Nobunaga: az Oda-család vezére, a Takeda-család ősellensége.

## Megjelenés
A Playboy magazin 2004 októberi lapszámában szerepel egy kép Kurenairól a „jelképévé vált vörös miniszoknya-ruhájában”. Japánban 2005 februárja és júniusa között a játék promóciójának része volt az akihabarai Cafe & Kitchen Cos-Cha maid café, ahol Red Ninja témájú dekorációk és különleges menü szerepelt, valamint a felszolgálók is beöltöztek Kurenainak, illetve Hasizume Juri modell Kurenainak beöltözve számos videójátékos szaklap szerkesztőségét is meglátogatta. A játék 2005. március 3-án jelent meg Japánban, melyet az észak-amerikai és az európai kiadás követett 2005. március 29-én és április 1-jén.

## Fogadtatás
| Összegzőoldal | Értékelés | Értékelés |
| Összegzőoldal | PS2       | Xbox      |
| ------------- | --------- | --------- |
| Metacritic    | 47/100    | 46/100    |

| Szerző        | Értékelés | Értékelés |
| Szerző        | PS2       | Xbox      |
| ------------- | --------- | --------- |
| 576 Konzol    | 4/10      | 2/10      |
| Edge          | 5/10      | N/A       |
| EGM           | 4,17/10   | 4,17/10   |
| Famicú        | 27/40     | N/A       |
| Game Informer | 3,75/10   | 3,75/10   |
| GameSpot      | 5,4/10    | 5,4/10    |
| GameZone      | 6,9/10    | 7/10      |
| IGN           | 4/10      | 4/10      |
| OPM (US)      | [ 21 ]    | N/A       |
| OXM (US)      | N/A       | 3/10      |
| X-Play        | [ 23 ]    | [ 23 ]    |

A játékot „általánosságban kedvezőtlen” kritikai fogadtatásban részesítette a szaksajtó; a PlayStation 2-változata 17 teszt alapján 47/100-as, míg Xbox-verziója 25 teszt alapján 46/100-as átlagpontszámot ért el a Metacritic kritikaösszegző weboldalon. A Cheat Code Central weboldal szerkesztője a következőket írta: „Nagy a versengés a nindzsa- és szamurájjátékok piacán. Ugyan a Red Ninja tényleg megpróbál más lenni, azonban szánalmasan megbukik ezzel. Néhány Splinter Cell-elemhez hasonló funkciója is van, ha ezt az irányvonalat sikerült volna megvalósítaniuk, akkor a játék kiemelkedhetett volna a tömegből.” Red Lewis az IGN-nek írt cikkében azt írta, hogy „az egyetlen méltóság az ezzel a játékkal szemben való minden gondolat elvágása”, mivel az bebizonyítja, hogy „egy nindzsajáték is lehet rendkívül alacsony minőségű”. Lewis szerint „A Red Ninja a hibák humortalan komédiája. A kamerától a mozgásokig, a túl erős tecugentől a játék lélektelen természetéig – ez a játék oly sok különböző módon nyújt csalódást.” Alex Navarro a GameSpot weblapnak írt cikkében kijelentette, hogy „a Red Ninja talán még a keménymagos nindzsarajongóknak sem éri meg a ráfordított időt és pénzt.” Az 576 Konzol szerkesztői 4/10-es pontszámra értékelték a játék PlayStation 2-, illetve 2/10-es pontszámra a játék Xbox-verzióját, kiemelve, hogy „Nem hiszem el, hogy a külsős tesztelők nem szóltak, hogy a játék ötlettelen, jószerivel irányíthatatlan, rettenetesen néz ki, unalmas, használhatatlan a kamera, vagy hogy a mesterséges intelligenciát elfelejtették beleírni a programba. […] A fejlesztők legalább találó címet adtak neki: End of Honor, avagy a Becsület vége. Akár ez a három szó is lehetne az értékelés összegzése.”
2009-ben a GamesRadar a Red Ninját a „kiaknázatlan franchise-potenciállal” rendelkező játékok között sorolta fel, megjegyezve, hogy „A Red Ninja egy tapasztalt fejlesztő kezében sokkal jobb lehetett volna, mint egy 
rosszul kivitelezett Tenchu-klón. Végül is ki ne akarna egy olyan játékkal játszani, melyben megfelelően kivitelezett nindzsacsábítás/rejtett gyilkolás-mechanika szerepel?” Az FHM magazin Kurenait a második helyre sorolta be a 2009-ben közzétett legemlékezetesebb videójátékos bérgyilkosok listáján, illetve Kurenai a 2012-ben megjelent „legszexibb nindzsacsajok a videójátékokban” listáján is helyet kapott, ahol Misa Campo modellhez hasonlították. Kurenait a UGO Networks is szerepeltette a 2011-es „szexi nindzsalányok” listáján, míg 2014-ben a GameHall Portal PlayGame nevű weblapja a negyvenharmadik legjobb „játékcsajnak” kiáltotta ki.